# Giovanni Battista Spada
Giovanni Battista Spada (ur. 28 sierpnia 1597 w Lyonie, zm. 23 stycznia 1675 w Rzymie) – włoski kardynał.

## Życiorys
Pochodził ze szlaceckiej rodziny; w młodości przybył do Rzymu, gdzie pobierał nauki u swojego wuja, prawnika, Giambattisty Spada. W 1618 został prawnikiem przy Kamerze Apostolskiej, a sześć lat później – referendarzem Najwyższego Trybunału Sygnatury Apostolskiej. W 1624 został sekretarzem Kongregacji ds. Dobrego Rządu, a w 1629 – sekretarzem Świętej Konsulty. W latach 1635–1643 był gubernatorem Rzymu, natomiast od 1643 do 1644 – sekretarzem stanu. W 1645 został rektorem Sapienzy.
3 sierpnia 1643 został wybrany łacińskim patriarchą Konstantynopola, a 23 sierpnia przyjął sakrę. 2 marca 1644 został kreowany kardynałem prezbiterem i otrzymał kościół tytularny S. Susanna. Od 1666 przez roczną kadencję pełnił rolę kamerlinga Kolegium Kardynałów.